# Давидовац (Врање)
Давидовац је насељено место града Врања у Пчињском округу. Према попису из 2022. било је 448 становника (према попису из 1991. било је 491 становника).

## Демографија
У насељу Давидовац живи 395 пунолетних становника, а просечна старост становништва износи 39,6 година (37,5 код мушкараца и 42,1 код жена). У насељу има 144 домаћинства, а просечан број чланова по домаћинству је 3,49.
Ово насеље је великим делом насељено Србима (према попису из 2002. године), а у последња три пописа, примећен је пораст у броју становника.
|  |

| Демографија | Демографија | Демографија |
| Година      | Становника  | Становника  |
| ----------- | ----------- | ----------- |
| 1948.       | 336         |             |
| 1953.       | 359         |             |
| 1961.       | 475         |             |
| 1971.       | 393         |             |
| 1981.       | 476         |             |
| 1991.       | 491         | 478         |
| 2002.       | 502         | 513         |

| Етнички састав према попису из 2002.‍ | Етнички састав према попису из 2002.‍ | Етнички састав према попису из 2002.‍ | Етнички састав према попису из 2002.‍ | Етнички састав према попису из 2002.‍ |
| ------------------------------------ | ------------------------------------ | ------------------------------------ | ------------------------------------ | ------------------------------------ |
|                                      |                                      |                                      |                                      |                                      |
| Срби                                 | Срби                                 |                                      | 500                                  | 99,60%                               |
| Црногорци                            | Црногорци                            |                                      | 1                                    | 0,19%                                |
| непознато                            | непознато                            |                                      | 0                                    | 0,0%                                 |

| Година пописа     | 1948. | 1953. | 1961. | 1971. | 1981. | 1991. | 2002. |
| ----------------- | ----- | ----- | ----- | ----- | ----- | ----- | ----- |
| Број домаћинстава | 66    | 67    | 119   | 86    | 111   | 129   | 144   |

| Број чланова      | 1  | 2  | 3  | 4  | 5  | 6 | 7 | 8 | 9 | 10 и више | Просек |
| ----------------- | -- | -- | -- | -- | -- | - | - | - | - | --------- | ------ |
| Број домаћинстава | 18 | 29 | 19 | 43 | 22 | 7 | 3 | 3 | 0 | 0         | 3,49   |

| Пол    | Укупно | Неожењен/Неудата | Ожењен/Удата | Удовац/Удовица | Разведен/Разведена | Непознато |
| ------ | ------ | ---------------- | ------------ | -------------- | ------------------ | --------- |
| Мушки  | 212    | 58               | 134          | 15             | 5                  | 0         |
| Женски | 206    | 35               | 140          | 28             | 3                  | 0         |
| УКУПНО | 418    | 93               | 274          | 43             | 8                  | 0         |

| Пол    | Укупно                    | Пољопривреда, лов и шумарство | Рибарство                            | Вађење руде и камена | Прерађивачка индустрија       |
| ------ | ------------------------- | ----------------------------- | ------------------------------------ | -------------------- | ----------------------------- |
| Мушки  | 117                       | 17                            | 0                                    | 0                    | 55                            |
| Женски | 73                        | 4                             | 0                                    | 0                    | 47                            |
| УКУПНО | 190                       | 21                            | 0                                    | 0                    | 102                           |
| Пол    | Производња и снабдевање   | Грађевинарство                | Трговина                             | Хотели и ресторани   | Саобраћај, складиштење и везе |
| Мушки  | 2                         | 8                             | 6                                    | 2                    | 5                             |
| Женски | 0                         | 2                             | 3                                    | 1                    | 0                             |
| УКУПНО | 2                         | 10                            | 9                                    | 3                    | 5                             |
| Пол    | Финансијско посредовање   | Некретнине                    | Државна управа и одбрана             | Образовање           | Здравствени и социјални рад   |
| Мушки  | 0                         | 0                             | 10                                   | 5                    | 3                             |
| Женски | 0                         | 1                             | 1                                    | 4                    | 5                             |
| УКУПНО | 0                         | 1                             | 11                                   | 9                    | 8                             |
| Пол    | Остале услужне активности | Приватна домаћинства          | Екстериторијалне организације и тела | Непознато            | Непознато                     |
| Мушки  | 2                         | 0                             | 0                                    | 2                    | 2                             |
| Женски | 1                         | 0                             | 0                                    | 4                    | 4                             |
| УКУПНО | 3                         | 0                             | 0                                    | 6                    | 6                             |